# Macotera
Macotera ist eine Gemeinde in der Provinz Salamanca, in der Autonomen Gemeinschaft Kastilien-León in Spanien. Macotera liegt 50 km von der Provinzhauptstadt Salamanca entfernt.
2024 hatte die Gemeinde 1.001 Einwohner auf einer Fläche von 32,93 km². Sie liegt auf 892 m und hat die Postleitzahl 37310.